# Kühbichl (Saalfelden)
Der Kühbichl, auch Kühbühel, ist ein Hügel bei Saalfelden am Steinernen Meer im Land Salzburg.

## Lage und Landschaft
Der Hügel (875 m ü. A.) liegt südlich der Stadt Saalfelden, mitten im Saalfeldener Becken, aus dem er sich um gute 100 m erhebt. Die Saalach, aus dem Glemmtal kommend, umfließt den Kühbichl westlich, im Nordosten fließt die Urslau, ehe sie westlich von Saalfelden in die Saalach mündet. Am Nordrand liegt der Badesee Ritzensee mit dem Schloss Ritzen. Der Ostteil ist Kulturland, der Westteil bewaldet (Kollingwald, ⊙). Am Hügel liegen, vom Ritzensee im Norden ausgehend, der Reihe nach die kleinen Ortschaften Schmalenbergham, Pfaffing und Schmieding im Osten, Niederhaus und Breitenbergham im Süden.
Weil der Hügel östlich der Saalach liegt, wird er zu den Salzburger Schieferalpen (Dientener Berge) gerechnet.

## Etymologie
Bühel, Bichl heißt Hügel. Als Weidegebiet der Stadtregion ist der Name wörtlich zu verstehen. Südlich des Hügelzugs heißt es Kalbersbichl (⊙) bei der Ortschaft Schützing. Die beiden Orte Schmalen- und Breitenbergham beziehen sich auf den Hügel, die bairischen -ing und -ham-Namen zeigen das hohe Alter der kontinuierlichen Besiedlung (7. Jahrhundert) rund um den Kühbichl (die vorbairischen Siedlungen der Kelten- und Römerzeit finden sich um den Biberg konzentriert, siehe Keltensiedlung am Biberg).

## Geologie
Der Kühbichl ist eine in der Späteiszeit entstandene Endmoräne des Salzach-Saalach-Gletscher über einem Felskern. Der Gipfelbereich von Kollingwald und Kühbichl ist ab einer Höhe von rund 820 bis 830 Metern nahezu frei von Moränenablagerungen und besteht aus tiefgründig verwitterten Wildschönauer Schiefern. An der Ostseite stehen bis ins Tal karbonatische Sandsteine an, die früher in zwei Steinbrüchen abgebaut wurden (⊙).
Gegen Süden setzt sich das Moränengebiet mit zentralalpinen Ablagerungen bis nördlich Maishofen fort. Man nimmt an, dass der Zeller See vor 10.000 Jahren bis an den Kühbichl gereicht hat.
Der Kühbichl zeigt deutliche Erosionsterrassierungen, die alte Uferniveaus (Flussterrassen) der Saalach anzeigen.

## Freizeit-Erschließung
Der Kühbichl ist ein Freizeit-Hausberg der Stadt und als „Rutschhügel“ für Schianfänger bekannt. Die bekannten Schisportler Saalfeldens, wie Toni Mark, Lotte Blattl oder Ernst Oberaigner, und wohl Generation von Saalfeldnern werden dort ihre ersten Schiversuche absolviert haben (der Schiklub Saalfelden wurde 1913 gegründet).
Auf der Nordseite des Kühbichls gab es zwei Schlepplifte.